# Edifício Lausanne
O Edifício Lausanne é um conjunto de dois prédios idênticos com um jardim comum na frente. Este foi o primeiro projeto residencial projetado por Franz Heep, arquiteto alemão que estudou na Escola de Artes e Ofícios de Frankfurt, onde teve como um de seus professores o arquiteto Adolf Meyer, e depois, no ano de 1928, transferiu seus estudos para a École Spéciale d’Architecture, instituição independente de Beaux-Arts, que constava como um de seus professores o arquiteto Robert Mallet-Stevens. Além disso, Heep no ano de 1926, foi o mesmo autor do projeto do edifício Itália, sua obra mais conhecida. O arquiteto projetou o Lausanne para a Construtora Auxiliar no ano de 1958, momento em que os apartamentos começaram a ser valorizados como moradia.
Franz Heep trabalhou com o renomado arquiteto Jacques Pilon, que criou projetos direcionados à habitação coletiva da classe média, sendo o Edifício Lausanne, um dos pioneiros.
As janelas são revestidas com lâminas de ferro que quebram o sol. Foram pintadas em cores intercaladas em verde, vermelho, bege e branco. É um exemplar emblemático da arquitetura moderna brasileira. Nesta edificação, os vãos estruturais são fechados por venezianas de correr, que além de proteger, são decorativas, formando um mosaico que dá vida e movimento à fachada, fazendo a fachada mudar conforme ela se abre, possibilitando um melhor controle da luz. Tem 15 andares, 60 apartamentos, 4 por andar, 180 metros quadrados cada um, com 3 dormitórios, com quatro elevadores, dois normais e de dois de serviço. Também possui garagem subterrânea com 114 vagas.
O terreno onde o Lausanne se localiza na Avenida Higienopolis nº 101, é fruto de um desmembramento da Vila Penteado. Na fachada que divide os dois prédios encontra-se uma pintura de Clóvis Graciano, que a partir dos anos 1950 focou sua arte no muralismo. O arquiteto – que também foi responsável pelo Edifício Itália – criou vários prédios de habitação coletiva. Seus desenhos se caracterizam pela arquitetura moderna padrão, com linhas simples, quase industriais.  Anteriormente, Franz Heep e Clóvis Graciano já haviam sido parceiros em outro projeto. E tal parceria se repetiu na construção do Edifício Lausanne, em que em sua originalidade, o edifício tinha como entrada uma rampa que proporcionava acesso e interligação entre a avenida e o próprio hall do prédio, cujo era espaço da arte feita por Graciano.

## Contexto histórico
na década de 50, os prédios da região eram construídos para gerar renda quase sempre bancada pela economia cafeeira como também por comerciantes e industriais. Nos primeiros projetos com pequenas unidades, foram adotados alguns elementos que se transformaram em marca registrada do arquiteto, como: caixilharia com ventilação cruzada nas partes superior e inferior, floreiras e os terraços. Nesse período, Heep projetou vários de seus prédios procurando atender as necessidades cotidianas e ideológicas da classe média dominante, possibilitando alternativas de organização dos espaços e, sobretudo, com o emprego de elementos como caixilharia e corrimões de escadas que eram detalhados para a industrialização.
Na época em que o edifício foi projetado por Heep, a cidade estava passando por diversas transformações que caracterizaram seu crescimento e progresso. Neste mesmo período, houve o início do reconhecimento de apartamentos como forma de moradia.Trabalhando com o arquiteto Jacques Pilon, portanto, Heep iniciou o planejamento de habitações coletivas para a classe média, sendo o Edifício Lausanne um dos primeiros projetos realizados.

## Construção
O projeto estrutural do Edifício Lausanne teve seu desenvolvimento com a participação de Mário Franco e também do Engenheiro Júlio Kassoy.
As fundações são compostas por estacas pré-moldadas de concreto armado, que recebem os blocos das fundações e estes, os baldrames e pilares, bem como os muros de arrimo laterais e de fundo que fazem divisa com os prédios vizinhos. A estrutura é feita de concreto armado comum, considerando a distribuição dos ambientes no sentido transversal do edifício. Foi adotado uma ocupação longitudinal, voltando as salas e dormitórios para a face Nordeste e para a vista Avenida Higienópolis. Seus blocos horizontais dividem-se em dois com acessos independentes, interligados no pavimento térreo por uma circulação posterior, dividida em duas alas por um volume central de forma triangular que abriga as dependências do zelador. O projeto manifesta uma proposital distribuição das acomodações, de modo que as instalações sanitárias e as áreas de serviço e cozinha sejam unidas para que um espaço amplo seja voltado à Avenida Higienópolis, com fins de lazer e repouso.

## Construções de Franz Heep
Um dos projetores do Edifício Lausanne foi Franz Heep. Essa obra, realizada em 1958, foi uma das mais importantes arquiteturas modernas da cidade de São Paulo, pois neste período, os apartamentos começaram a ter grande valorização como moradia.
Um dos seus grandes projetos foi a construção do Edifício Itália, no centro da capital paulista, junto ao grande arquiteto Jacques Pilon. Outro planejamento onde os dois projetores trabalharam juntos, foi a construção de habitações coletivas para a classe média.

## Atualidade
Em 1991, o prédio foi tombado pelo Condephaat junto ao Conpresp.

No ano de dois mil e quinze (2015), foram disponibilizados dois apartamentos para visitação durante a 1ª Jornada do Patrimônio,  evento que foi promovido pelo DPH ( Departamento do Patrimonio Histórico)